# San Nicasio
San Nicasio – stacja metra w Madrycie, na linii 12. Znajduje się w Leganés i zlokalizowana jest pomiędzy stacjami Leganés Central i Puerta del Sur. Została otwarta 11 kwietnia 2003 roku.